# Ballírozás
A ballírozás az élelmiszeriparban, azon belül pedig az édességiparban használt technológia. 
A kemény cukorkák gyártásának utolsó előtti fázisa, amelyben a cukorkák felületét kezelik csomagolás előtt.
A ballírozás művelete során a kemény cukorkák felületét porszerű szacharózréteggel egyenletesen bevonják. Ennek célja, hogy a kész cukorkaszemek összeragadását megakadályozzák.